# Medgyes Alajos
Medgyes Alajos, születési és 1911-ig használt nevén Messinger Alajos (Budapest, 1873. június 15. – Budapest, 1942. március 27.) magyar építész, a századelő több budapesti bérházának tervezője. Medgyes Simon ügyvéd, jogi szakíró és Medgyes Károly szabadalmi ügyvivő testvére.

## Életútja
Messinger Ármin kereskedő és Steinhaus Anna fia. 1896-ban diplomázott a Magyar Királyi József Műegyetemen, később pedig Párizsban folytatta tanulmányait, az École des Beaux Arts-on. 1899-ben tért vissza Budapestre, ahol építési irodát nyitott. Tervezett villákat és bérházakat, és több más épületet is.

## Ismert épületei
- 1906: bérház, 1054 Budapest, Alkotmány u. 19.[6][7]
- 1903–1905/1906: Landsberger Izidor bérháza, 1051 Budapest, József nádor tér 11.[8][6][9][10]
- 1905–1906: bérház, 1054 Budapest, Bank utca 7.[11]
- 1908: villa, 1068 Budapest, Benczúr u. 48.[6][12]
- 1909–1911: bérház, 1132 Budapest, Visegrádi utca 48. / Victor Hugo utca 14.[13][14]
- 1909–1913: Nyomorék Gyermekek Otthona, Budapest, Mexikói út 63.[8][15][16]
- 1910: bérház, 1136 Budapest, Csáky (ma: Hegedűs Gyula) u. 5.[17][18]
- 1910–1911: bérház, 1071 Budapest, Peterdy utca 39.[19]
- 1910–1911: A Főváros Lehel utcai Műhelyháza / Székesfővárosi Műhelybérház, 1134 Budapest, Lehel u. 14.[8][6][20][10] – Épült Bárczy István kislakás- és iskolaépítési programja keretében.
- 1911: bérház, Budapest, Visegrádi u. 9.[21]
- 1911: Az Építőmunkások Aréna úti Székháza, 1071 Budapest, Aréna (ma Dózsa György) út 68.[8][6][22][10]
- 1911: Boglári Simon Jakab villája, Balatonboglár (Sebestyén Artúrral közösen, átalakítva: 1916)[6]
- 1913: lakóház, 1024 Budapest, Nyúl utca 9.[23]
- 1927: bérház, 1136 Budapest, Tátra u. 8.[24]
- 1927: bérház, 1136 Budapest, Tátra u. 12/b.[25]
- ?: bérház, 1051 Budapest, Nádor u. 23.[8]
- ?: bérház, 1066 Budapest, Mozsár u. 9.[8]
- ?: bérház, 1136 Budapest, Csáky (ma: Hegedűs Gyula) u. 7.[8]

### Tervben maradt épületek
- 1898: Világkiállítás magyar pavilonja, Párizs (Fischer Józseffel közös munka, III. díj)[26]
- 1911: Kerületi Munkásbiztosító Pénztár, Budapest (közelebbi megjelölés nélkül, II. díj)[6]
- 1916: „Isten kardja” első világháborús hősi emlékmű, Budapest[27]

1913-ban felkérték, hogy készítse el (az azóta elbontott) Almássy téri munkáskönyvtár terveit, de azt egyéb munkái miatt végül Bánlaky Géza végezte el.

## Képtár

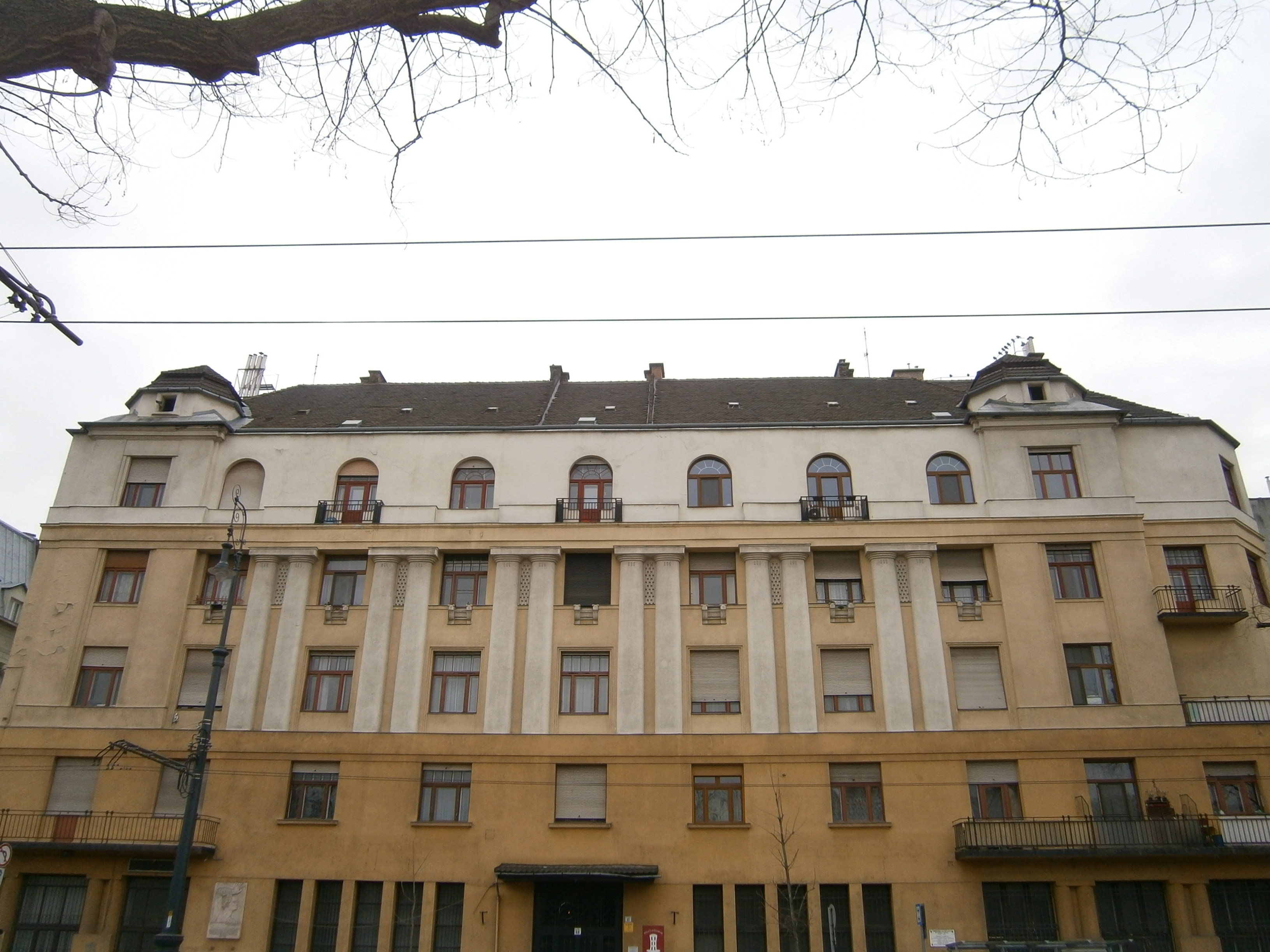
Az Építőmunkások Aréna úti Székháza, Budapest, Dózsa György út 68.
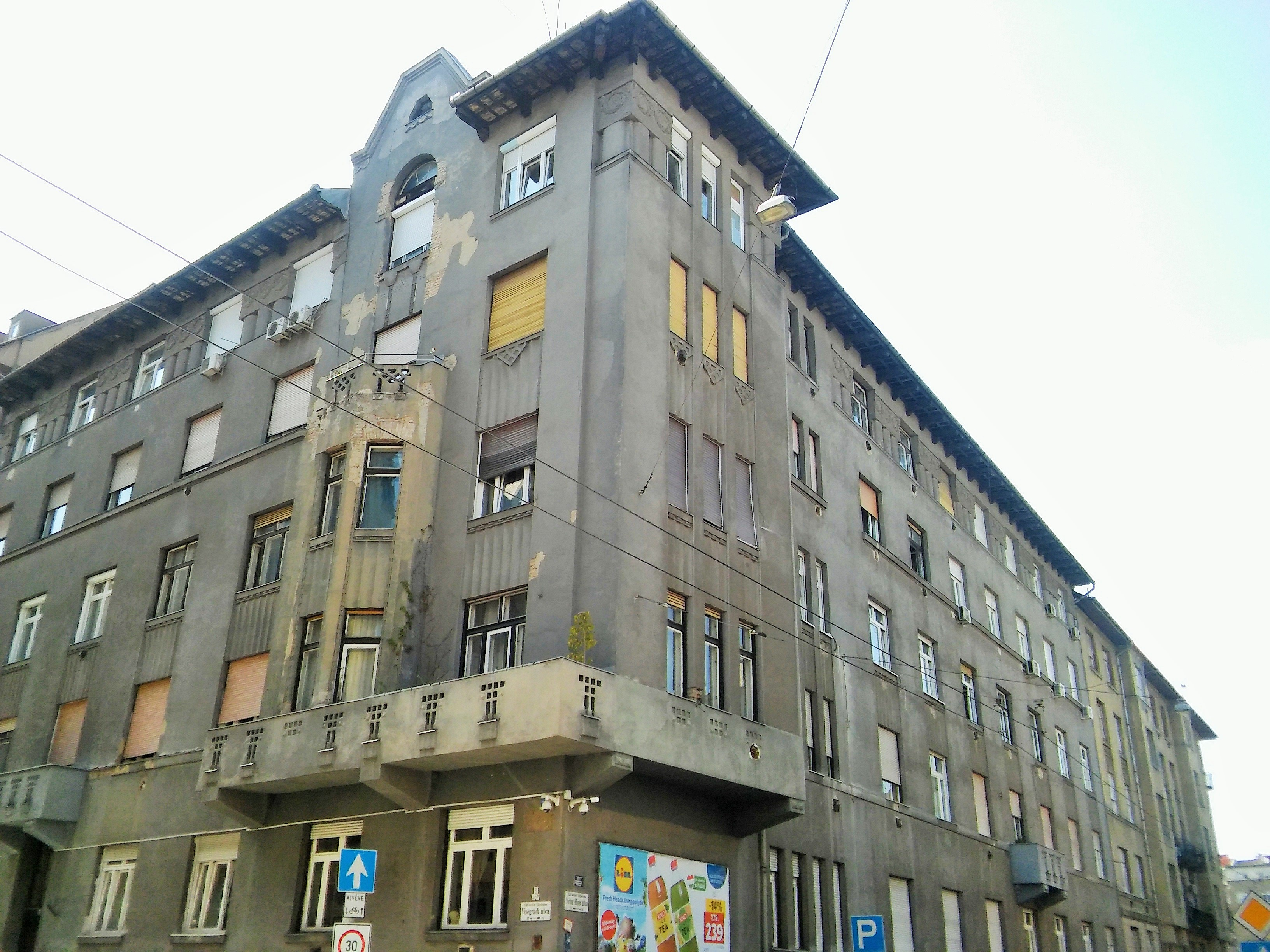
Bérház, Budapest, Visegrádi utca 48.
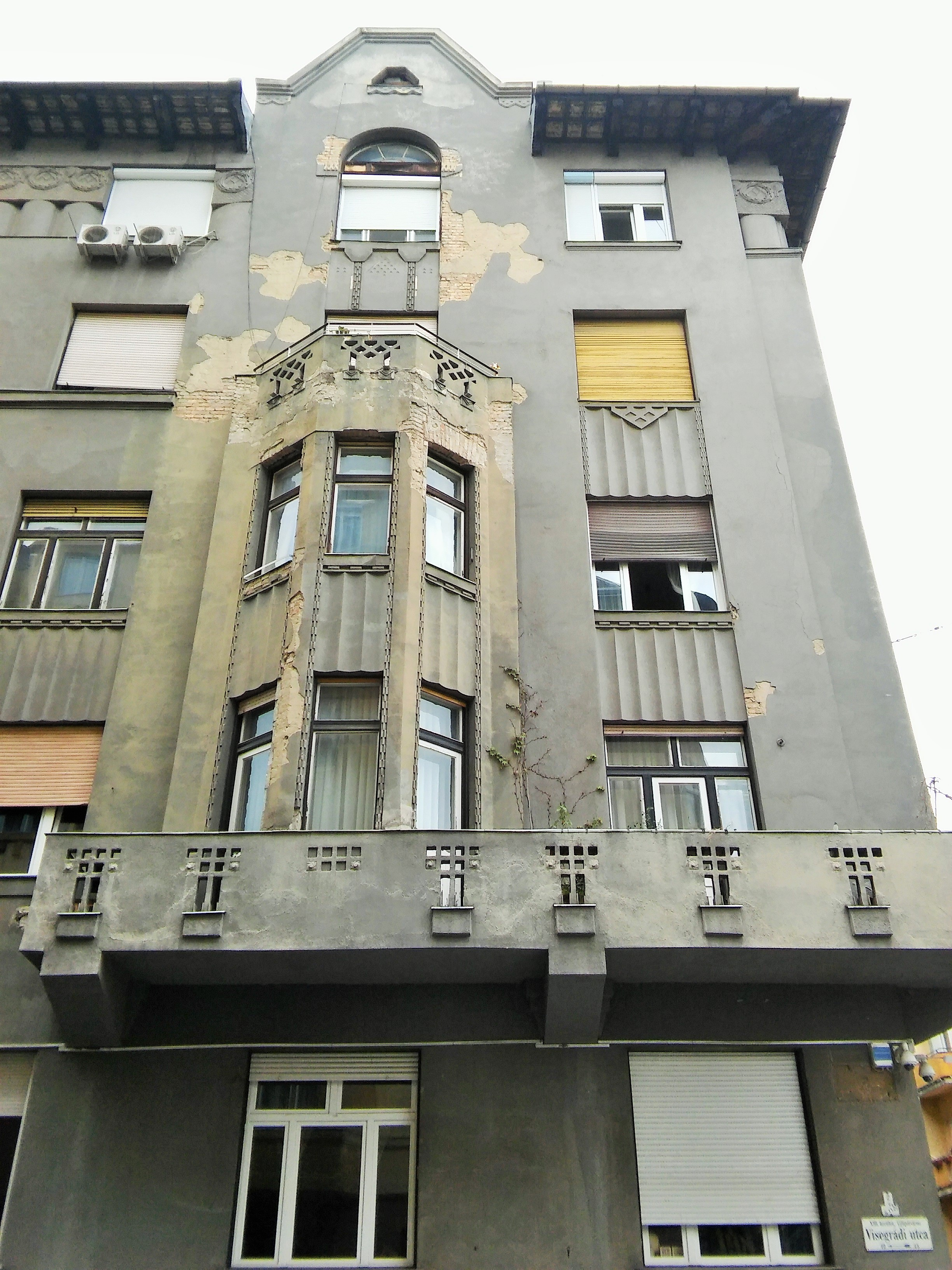
Bérház, Budapest, Visegrádi utca 48. (részlet)
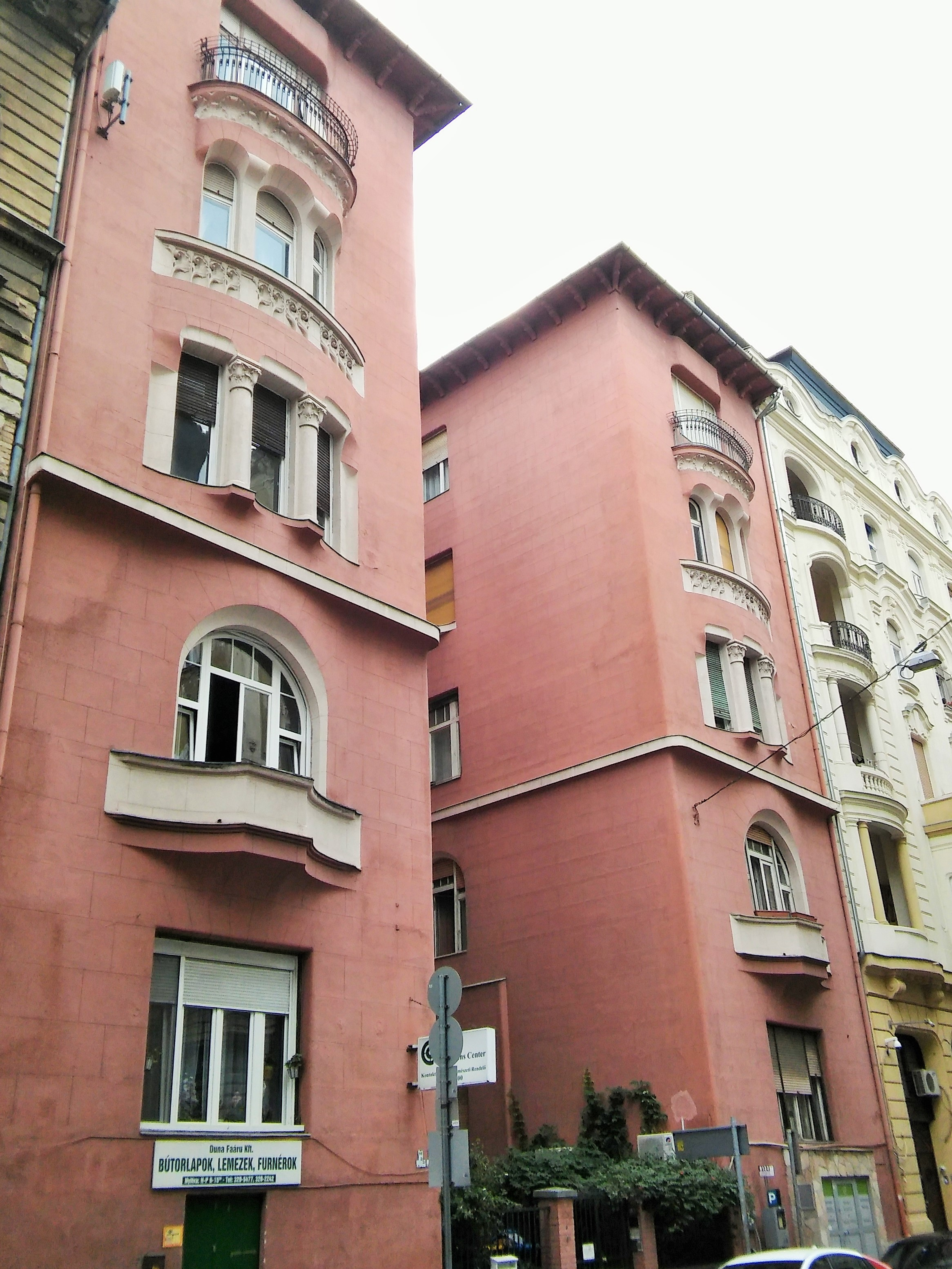
Bérház, Budapest, Hegedűs Gyula u. 5.
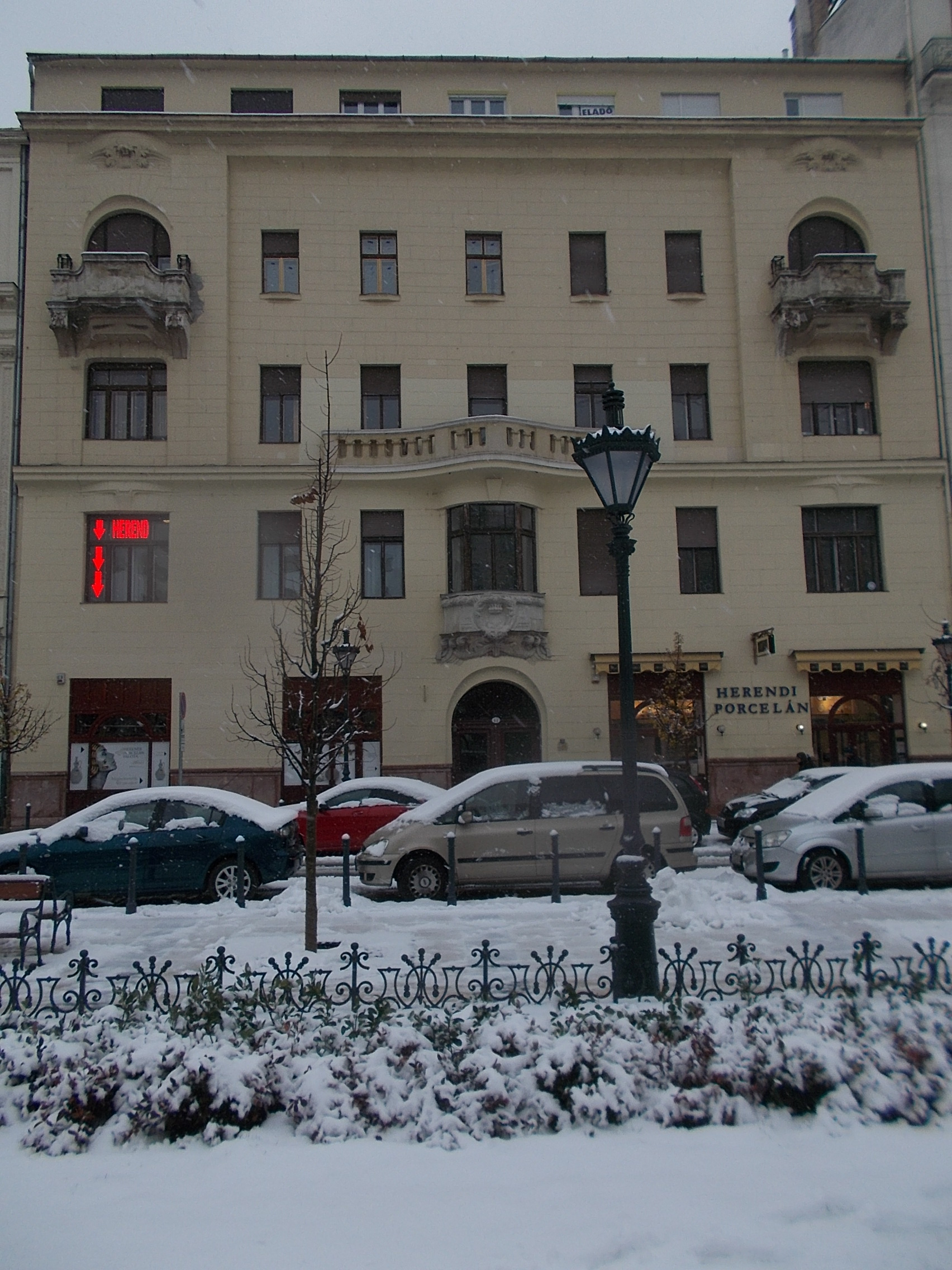
Landsberger Izidor háza, Budapest, József nádor tér 11.
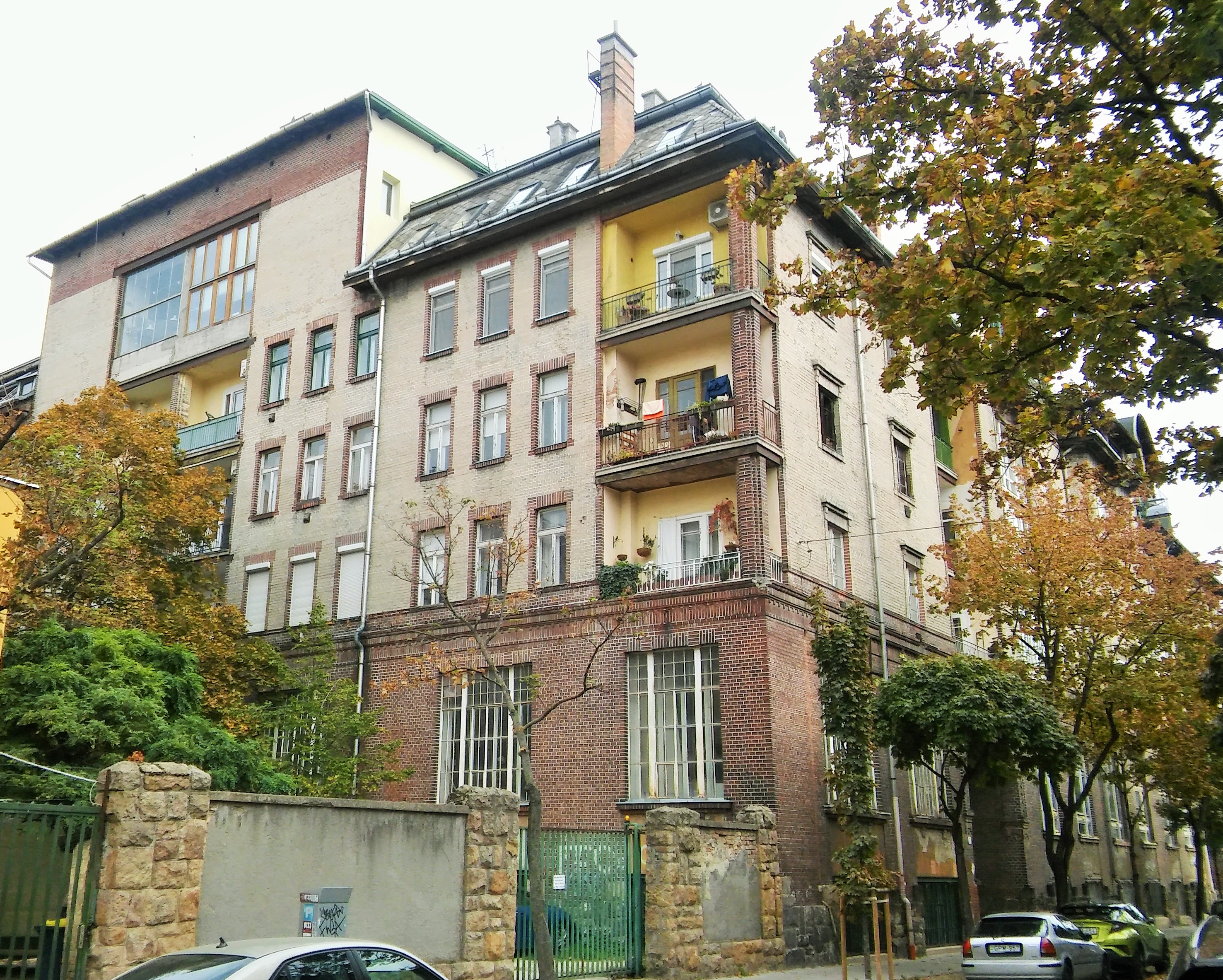
Székesfővárosi Műhelybérház, Budapest, Lehel u. 14.
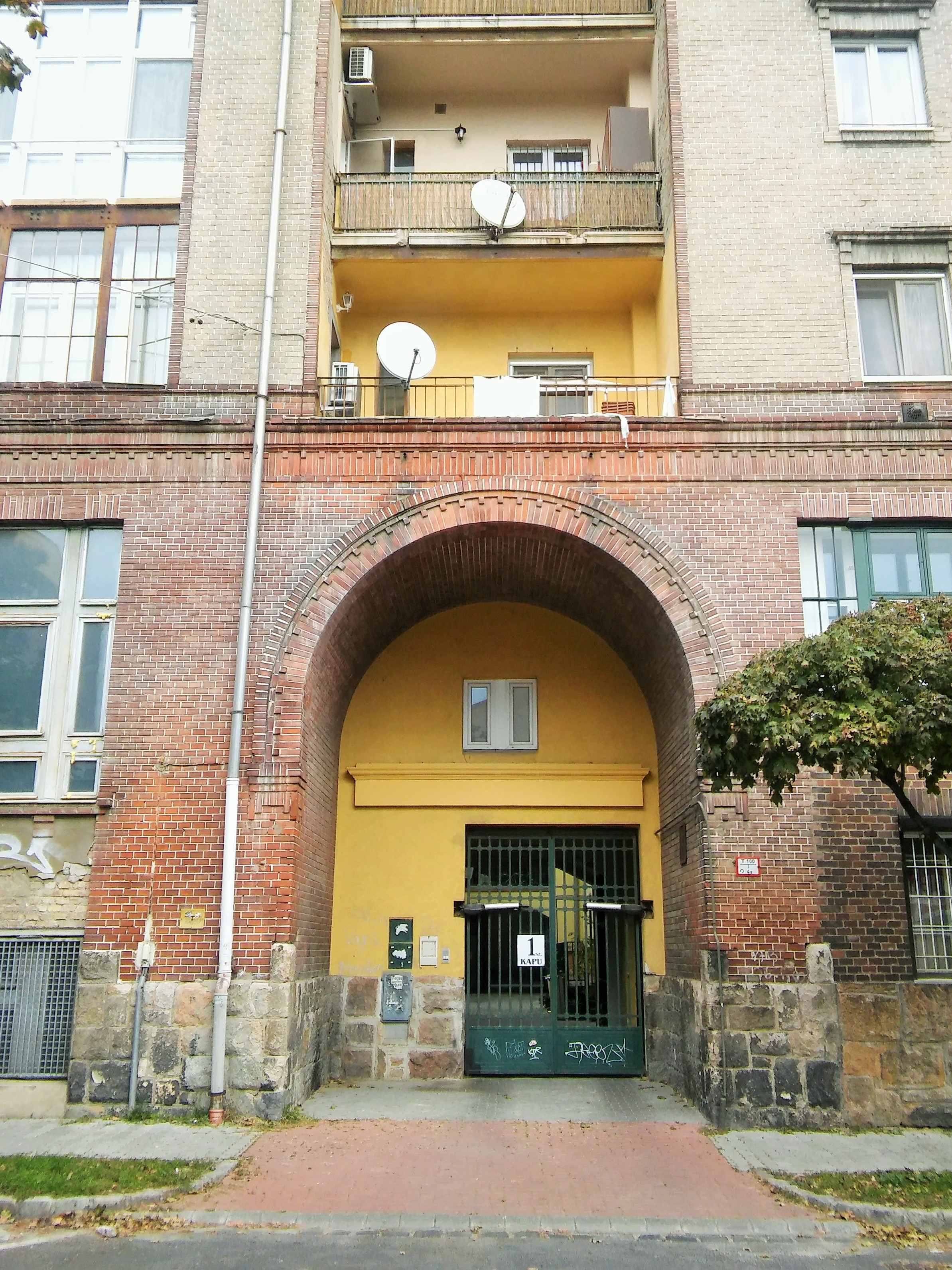
Székesfővárosi Műhelybérház (részlet)
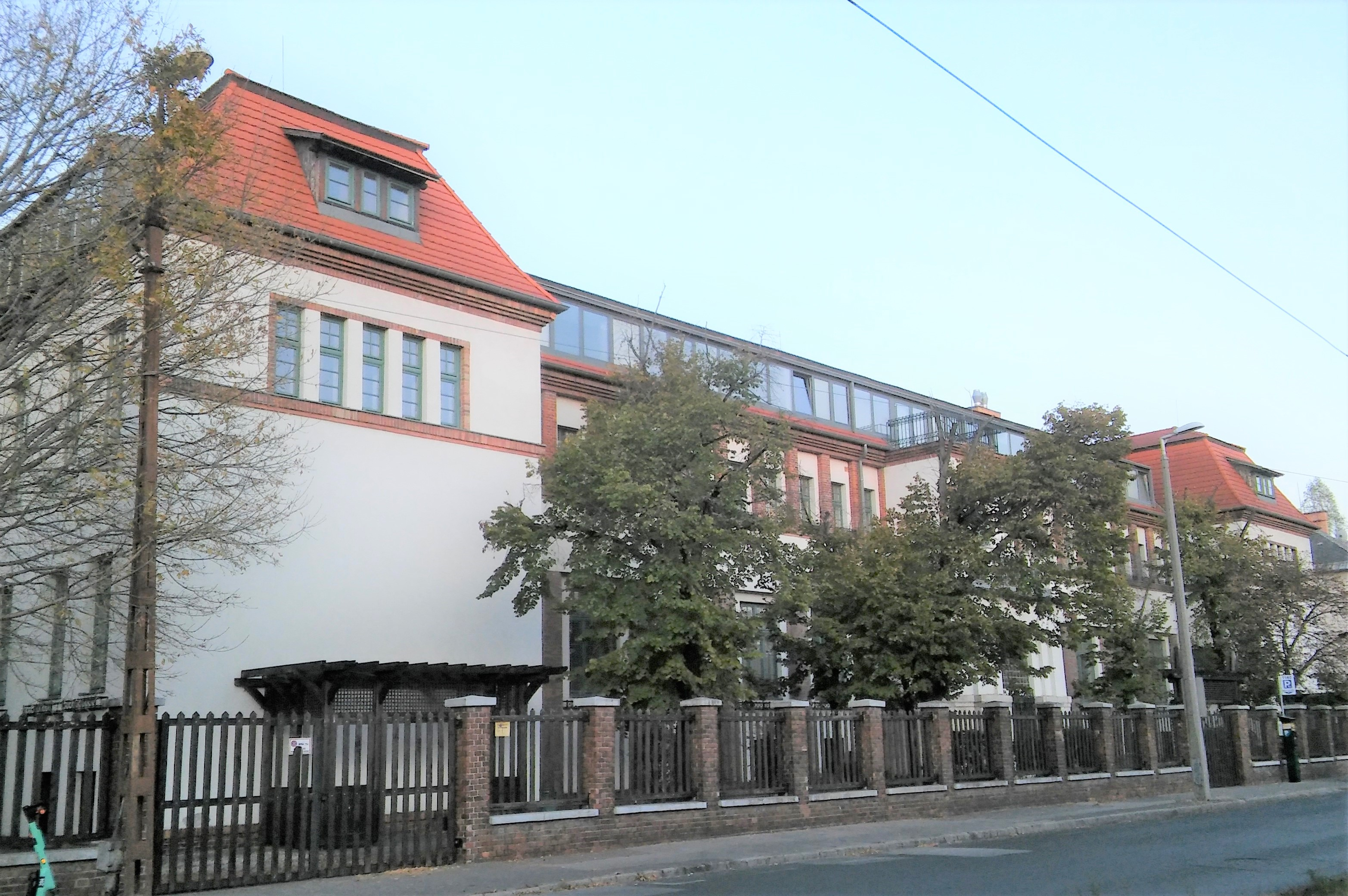
Nyomorék Gyermekek Otthona, Budapest, Mexikói út 63.
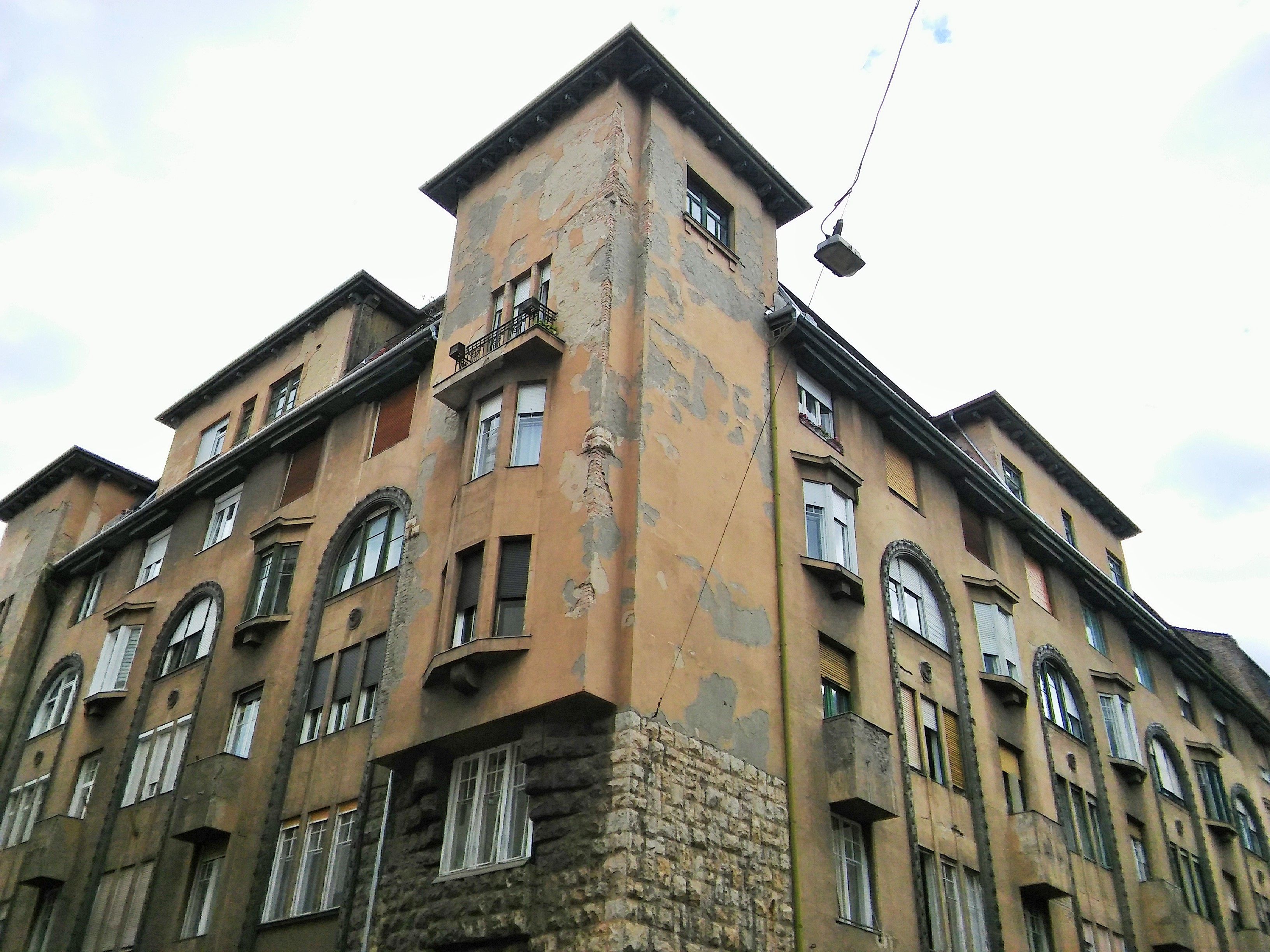
Bérház, Budapest, Visegrádi u. 9.
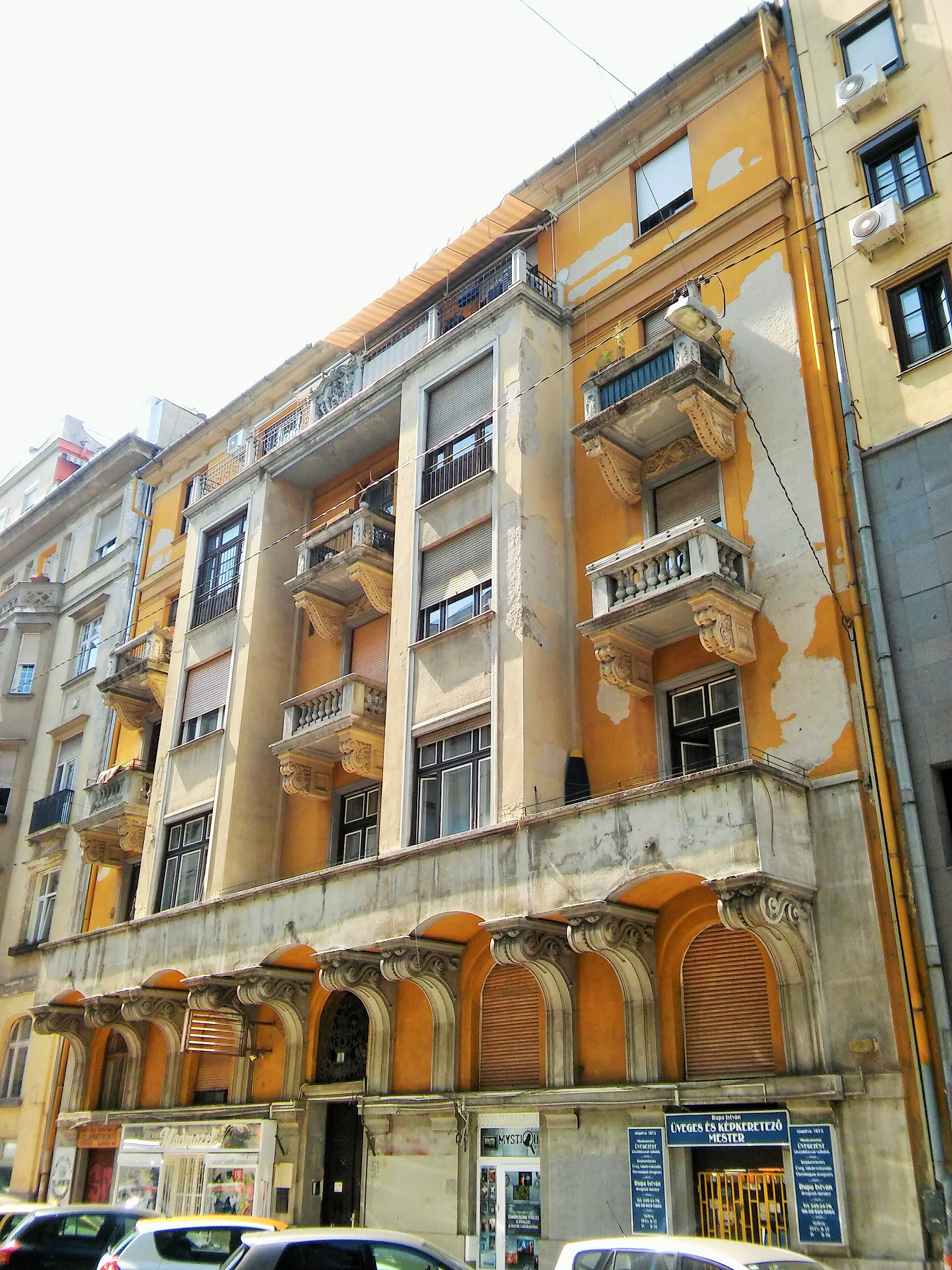
Bérház, Budapest, Tátra u. 8.
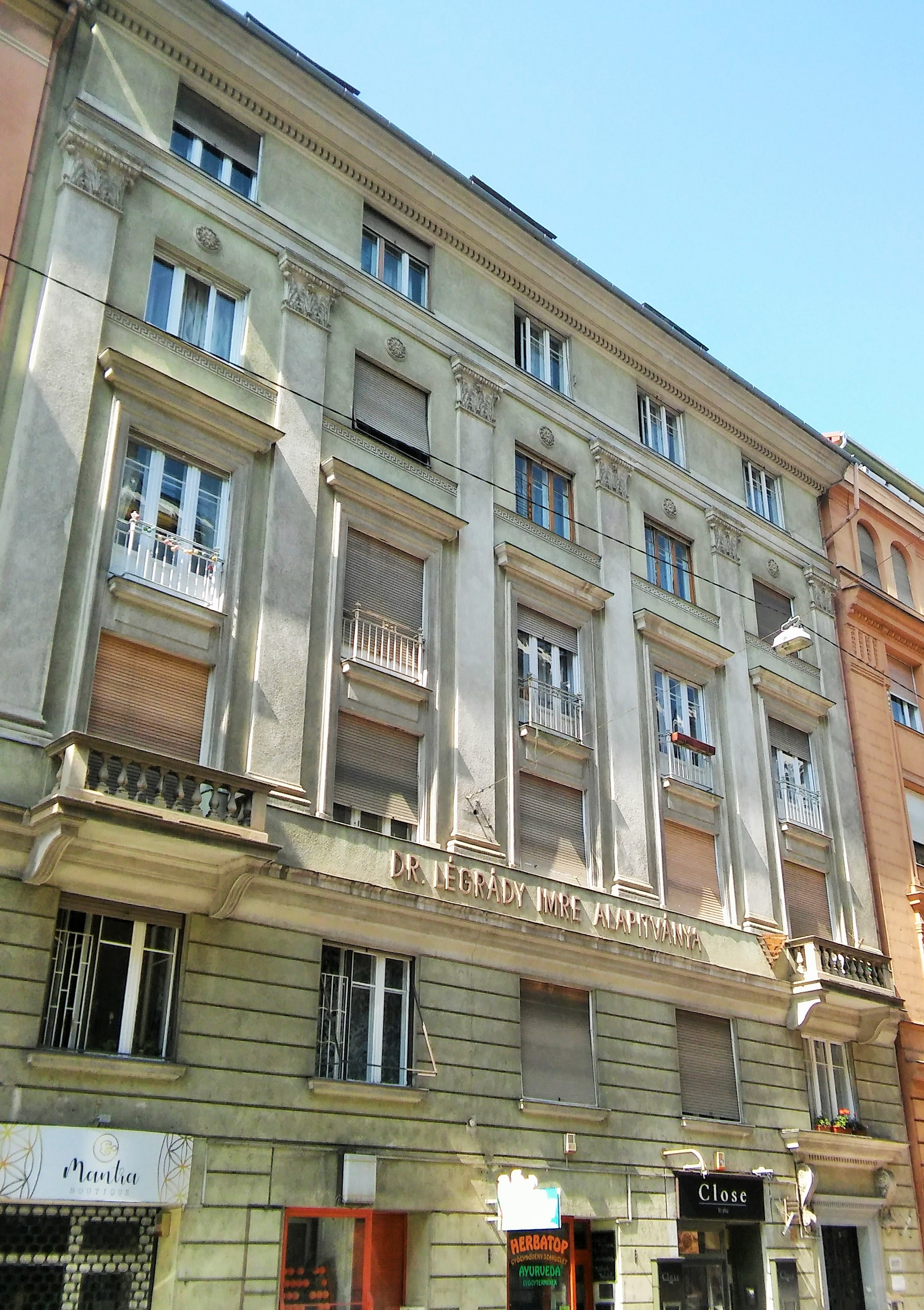
Bérház, Budapest, Tátra u. 12/b.